# Insulele lui Langerhans

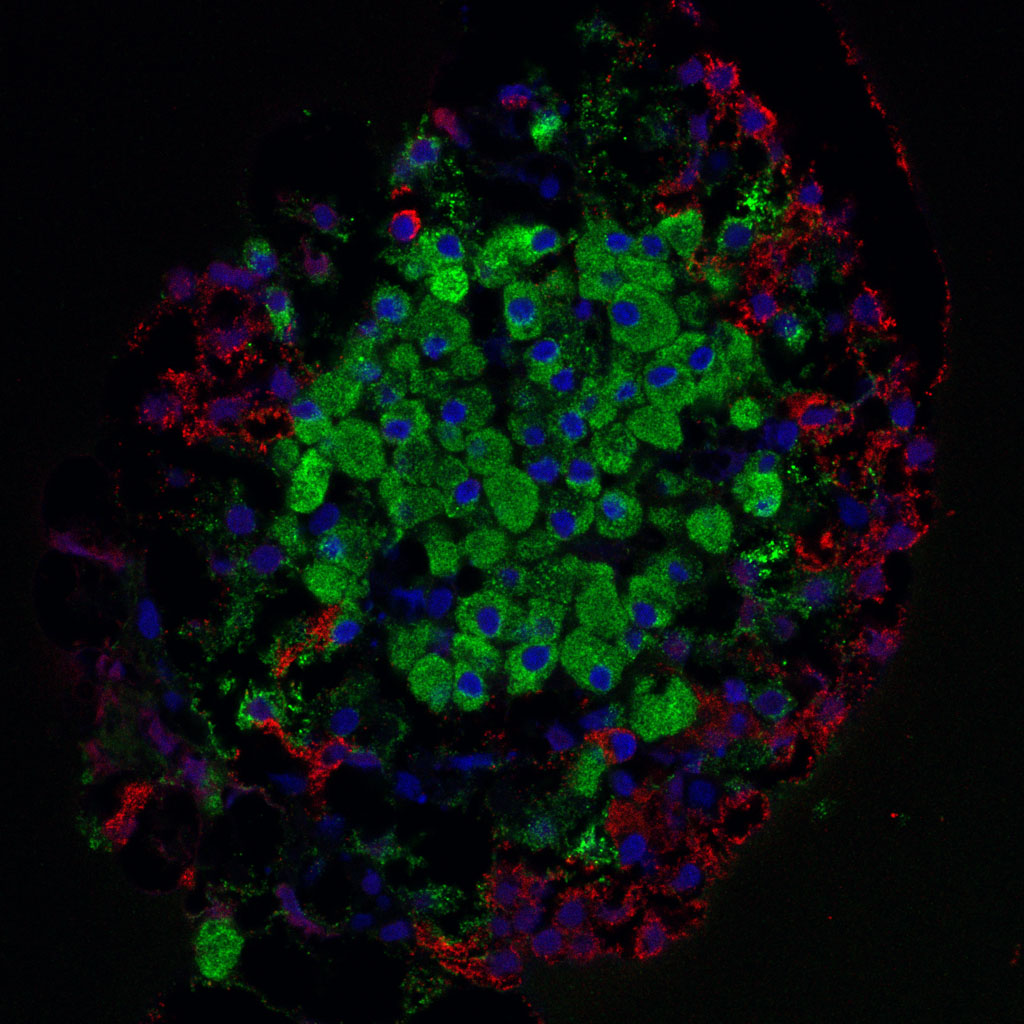

Insulele lui Langerhans reprezintă o aglomerare de celule aflate în pancreasul endocrin, care măsoară presiunea sângelui și produc o serie de hormoni, printre care insulina, pe care le eliberează în sânge. Au fost descoperite în anul 1868 de medicul german Paul Langerhans. Noi studii arată faptul că insulele pancreatice constituie aproximativ 4,5% din volumul total al pancreasului și primesc aproximativ 10-15% din cantitatea de sânge care ajunge la pancreas.

## Structură
Hormonii produși în insulele pancreatice sunt secretate direct în circuitul sanguin de către cinci tipuri de celule. La un șobolan, în insulele lui Langerhans se găsesc următoarele tipuri:
- Celule alfa, care produc glucagon
- Celule beta, care produc insulină
- Celule gamma, care produc polipeptide pancreatice
- Celule delta, care produc somatostatină
- Celule epsilon, care produc grelină